# Большая синагога (Влодава)
Большая синагога — памятник  иудейской сакральной архитектуры XVIII века, который находится на улице Красного Креста 7 в Влодаве на Подляшье.

## История
Синагога построена в 1764—1774 годах по проекту Паоло Фонтана, на месте старой деревянной синагоги. Часть фундушу на её строительство назначила семья Черторийских. Во второй половине XIX века над вестибюлем синагоги достроен второй ярус и два краеугольных алькова.
Во время Первой мировой войны синагога и её интерьер были полностью уничтожены огнём. После войны осуществлен ремонт синагоги, реконструирован интерьер. После 1920 года всю столярку интерьера переработали. В 1936 году установлен новый синагогальный ковчег.
Во время Второй мировой войны синагогу закрыли, а здание приспособлено под военный состав. Как состав она использовалась уже после войны, в 1970 году. В 1980-х годах проведена реставрация и консервация памятника.
От 1983 года в здании синагоги располагается Музей Ленчицкого-Володавского заозёрья, с постоянной экспозицией посвящённой истории польских и володавских евреев. Среди наиболее интересных экспонатов можно отметить: свитки Торы, римоним, яды,  мезузы, короны на Тору, ханукии, тфилины, талиты, бальзаминки или шофары с XIX века. Часть экспонатов подарил в музей Якуб Фридман с Сиднея.
На горе, в бывшем хедере и одновременно доме учителя развёрнута экспозиция «В комнате Меламеда», где сосредоточены предметы ежедневного потребления и религиозные книги. Также там можно осмотреть печь.

## Архитектура
Каменная в позднем барокковом стиле из кирпича, на известковом растворе. В проекции имеет форму прямоугольника 26 × 30,6 м, кубатура составляет 8500 м ³. К главному объёму здания, накрытого ломаной крышей, примыкают две партерные пристройки размерами 19,6 × 5,6 метров, сделан гребнеобразным аттиком. Аттик состоит из четырёх одинаковых сегментов расчленённых импостами с вазонами по осям пилястров, в основе украшены прямоугольными панелями.
От стороны фасада, на обе стороны здания, находятся два отдельных, достроенных в второй половине XIX века, этажных альков в проекции квадрата 5,9 × 5,7 м, на фундаменте, поддерживаемые аркадами и накрыты отдельной крышей. Арки опираются на подогнанные к столбам аркады (тосканские полуколонны). Второй ярус альковов расчленён пилястрами и увенчан карнизом. Фасад главного зала от востока идентичен фасаду от севера и юга. Центральная часть имеет пивные (размеры: 6 × 5,25 × 2,35 м). Во времена функционирования религиозной общины использовались генизы.
К зданию ведут современные двухстворчатые двери. В интерьере, с западной стороны, находится широкий вестибюль. Главный молитвенный зал (размеры: 16,5 × 18,3 м; высота: 10,5 м) ниже на 10 см от пола вестибюля. Перекрыта опорой на четыре ионические  колонны сделанные эллиптически-крестовым сводом.
Колонны стоят на высоких цоколях, их базы состоят из двух валиков, а ниже стилизованной ионической капители с восемью волютами размещается астрагал. Над капителями колонн — трёхчленные импосты. Между колоннами когда-то находилась бима на два входа в окружении балюстрады. В 2004 году выполнена реконструкция бимы на основании предвоенных фотографий, кроме того она не является постоянной составляющей интерьера. Оконные проёмы обрамляют рельефные верёвки.
Откосы дверного проёма с вестибюля и окна мужского зала выполнены диагонально. Главный зал соединён с малыми переходами.